# Kearsney (Kent)
Pour les articles homonymes, voir Kearsney.
Kearsney est un village du Kent, en Angleterre.